# 대한민국 민법 제583조
대한민국 민법 제583조는 담보책임과 동시이행에 대한 민법 채권법 조문이다.

## 조문
제583조(담보책임과 동시이행) 제536조의 규정은 제572조 내지 제575조, 제580조 및 제581조의 경우에 준용한다.

第583條(擔保責任과 同時履行) 第536條의 規定은 第572條 乃至 第575條, 第580條 및 第581條의 境遇에 準用한다.

## 참고 문헌
- 오현수, 일본민법, 진원사, 2014. ISBN 978-89-6346-345-2
- 오세경, 대법전, 법전출판사, 2014 ISBN 978-89-262-1027-7
- 이준현, LOGOS 민법 조문판례집, 미래가치, 2015. ISBN 979-1-155-02086-9